# Holger Jahnke
Holger Jahnke (* 1970) ist ein deutscher Geograph und Hochschullehrer. Er ist Professor und Leiter der Arbeitsgruppe "Humangeographie und Geographische Bildung". An der Europa-Universität Flensburg vertritt er zudem seit 2007 die Kultur- und Sozialgeographie in Forschung und Lehre. Seine Arbeitsschwerpunkte liegen in den Bereichen der Stadtgeographie und der Geographie der ländlichen Räume, der  geographischen Migrationsforschung und der Bildungsgeographie. Als Geographiedidaktiker arbeitet er zu visuellen Geographien und transkultureller Bildung sowie transformativer Bildung.

## Werdegang
Er studierte Geographie, Romanistik und Italianistik an der Universität Heidelberg, der Université de Nantes, Università per stranieri Siena und der Università degli studi di Palermo. Er war wissenschaftlicher Mitarbeiter am Lehrstuhl für Kultur- und Sozialgeographie der Humboldt-Universität Berlin. Nach der Promotion zum Dr. rer. nat. an der Humboldt-Universität zu Berlin war er Studienreferendar, Studienassessor und Studienrat für das höhere Lehramt an Gymnasien in den Fächern Erdkunde, Italienisch und Französisch in Stuttgart und Freiburg im Breisgau. Er ist W3-Universitätsprofessor für Geographie und ihre Didaktik an der Europa-Universität Flensburg.

## Schriften (Auswahl)
- Der italienische Mezzogiorno auf dem Weg in die europäische Wissensgesellschaft. Eine Untersuchung der Erwerbssituation und der regionalen Mobilität junger Akademiker am Beispiel Siziliens. Berlin 2005, ISBN 3-9806807-8-9.
- mit Tim Freytag und Caroline Kramer: Bildungsgeographie. Darmstadt 2015, ISBN 3-534-24983-6.
- mit Antje Schlottmann und Mirka Dickel (Hrsg.): Räume visualisieren. Münster 2017, ISBN 3-96163-100-X.